# Послание Ивана Грозного Александру Полубинскому
Послание русского царя Ивана Грозного литовскому военачальнику Александру Полубинскому (Полубенскому) было написано в июле 1577 года. В нём царь раскрывает свои представления о природе государственной власти. Письмо не получило большого распространения, но позже его начали включать во все сборники сочинений царя.

## Контекст и содержание
Князь Александр Полубинский (Полубенский), литовский магнат из знатного рода, во время Ливонской войны был старостой вольмарским и зегевольдским и командовал войсками Речи Посполитой в Ливонии. Во время похода 1577 года царь Иван IV из Пскова направил ему в Вольмар послание, причём неясно, было ли оно получено (князь не упоминает этот документ в своём дневнике). В том же году жители Вольмара арестовали Полубинского и передали его Магнусу, вассальному Москве королю Ливонии. Не позже начала сентября 1577 года князь предстал перед царём, и тот произнёс для него речь, которая по содержанию совпадает с письмом. Освободившись из плена, Полубинский пересказал содержание речи королю Речи Посполитой Стефану Баторию.
Больше половины текста письма приходится на вступительную часть — полный титул царя с родословной, восходящей к мифическому брату Августа Прусу, и коротким историческим экскурсом. В основной части послания Иван IV демонстрирует явно враждебное отношение к адресату. Он вспоминает вероломное нападение Полубинского на Изборск в 1569 году, обзывает князя «дудой», насмехается над его родословной. «А пишешься Палемонова роду, — говорит царь, — так ведь ты полоумова рода, потому что завладел государством, а удержать его под своей властью не сумел, сам попал в холопы к чужому роду».
Иван IV подчёркивает слабость польских позиций в Ливонии. По его словам, «нет и 10 городков», где исполнялись бы приказы Полубинского, а служат князю только «мятежники, воры и разбойники». Царь приказывает адресату не мешать заключению мира и уйти из Ливонии вместе с войском. «А если ты так не сделаешь, — заключает Иван Грозный, — и из Ливонской земли не уйдёшь, тогда на тебя падёт вина за кровопролитие…».